# روبن بينيتيز
روبن بينيتيز (بالإسبانية: Rubén Benítez)‏ هو منافس ألعاب قوى سلفادوري، ولد في 10 ديسمبر 1990.

## وصلات خارجية
- روبن بينيتيز على موقع الاتحاد الدولي لألعاب القوى (الإنجليزية)
- روبن بينيتيز على موقع أوليمبيديا (الإنجليزية)